# Lassi Thomson
Lassi Thomson (Tampere, Finlandia, 24 de septiembre de 2000) es un jugador profesional finlandés de hockey sobre hielo que se desempeña en la posición de defensor derecho en Ottawa Senators, equipo de la National Hockey League (NHL).

## Carrera
Fue seleccionado en la primera ronda en la NHL Entry Draft de 2019. En 2021 hizo su debut profesional con el equipo Ottawa Senators, donde lleva jugando dos temporadas.